# Urban Cieślak
Urban Cieślak, właśc. Wacław Cieślak (ur. 26 lutego 1904 w Bobliwie, zm. ?) – polski franciszkanin z Niepokalanowa, rektor Małego Seminarium Misyjnego.
Został aresztowany w Niepokalanowie 17 lutego 1941 roku, przebywał na Pawiaku, wywieziony do obozu koncentracyjnego w Oświęcimiu 5 kwietnia 1941 roku, potem przesłany do Dachau, poddawany doświadczeniom malarycznym. Uwolniony przez wojska alianckie 29 kwietnia 1945 roku.